# Madina Carré
Pour les articles homonymes, voir Carré (homonymie).
 (octobre 2012).
 (janvier 2015).
 (avril 2015).
Si vous disposez d'ouvrages ou d'articles de référence ou si vous connaissez des sites web de qualité traitant du thème abordé ici, merci de compléter l'article en donnant les références utiles à sa vérifiabilité et en les liant à la section « Notes et références ».
Madina Carré est un village guinéen situé dans le district de Gobidjé, dans la sous-préfecture de Colia, et dans la préfecture de Boffa. Ce village Peul fut fondé dans les années 1920 à la suite d'installations répétées des bergers peuls effectuant la transhumance entre les plaines de Koba sur le littoral de Boffa, et les savanes de Kébou et de Bowé.

## Histoire
Vers 1890, les bergers du Fouta étant frappés de payer les taxes sur le bétail, fuirent vers le sud-ouest notamment la Basse-Guinée, pour éviter de se faire prendre par les agents de recouvrement des colons. Deux frères jumeaux de la famille Dayebhè, Samba Yaya barry et Samba Thiwouto Barry, partent de Banthignel Pita pour la vallée fertile de Miriré dans la zone de Colia. Ils fondent le village de Soyah et leur famille porte plus tard le nom "Soyabhè". Samba Thiwouto retourna au Fouta quand il apprend que les exactions ont diminué. Quant à son frère Samba Yaya, il reste, et il continue la chasse et l'élévage. Il tisse d'importantes relations avec les notables de Touba, de Colia et de Kebou. Ses enfants sont Elhadj Alpha Oumar, Modi Molo, Thierno Saliou, Thierno Aliou, Thierno Sidy, Mawoudho Karabakou, Yayen Kontè, Babaen Soyah et Kotoen Soyah.[réf. nécessaire]
Aladji Oumar fait praire ses animaux autour de Touba et de Filikouré, et il choisit alors de fonder son propre village sur les traces de son bétail (ces traces sont appelées "Carrè" en peul), il crée ainsi le village de Carrè Soyabhè, c'est-à-dire la terre dure des Soyabhè. 
En 1986, la grande mosquée fut construite et le village est rebaptisé Madina carrè.